# イリナ・ゴドゥノヴァ
イリナ・フョードロヴナ・ゴドゥノヴァ（ロシア語：Ирина Фёдоровна Годунова / 英語：Irina Feodorovna Godunova, 1557年 - 1603年10月27日）は、モスクワ・ロシアのツァーリ・フョードル1世の皇妃（ツァリーツァ）。

## 生涯

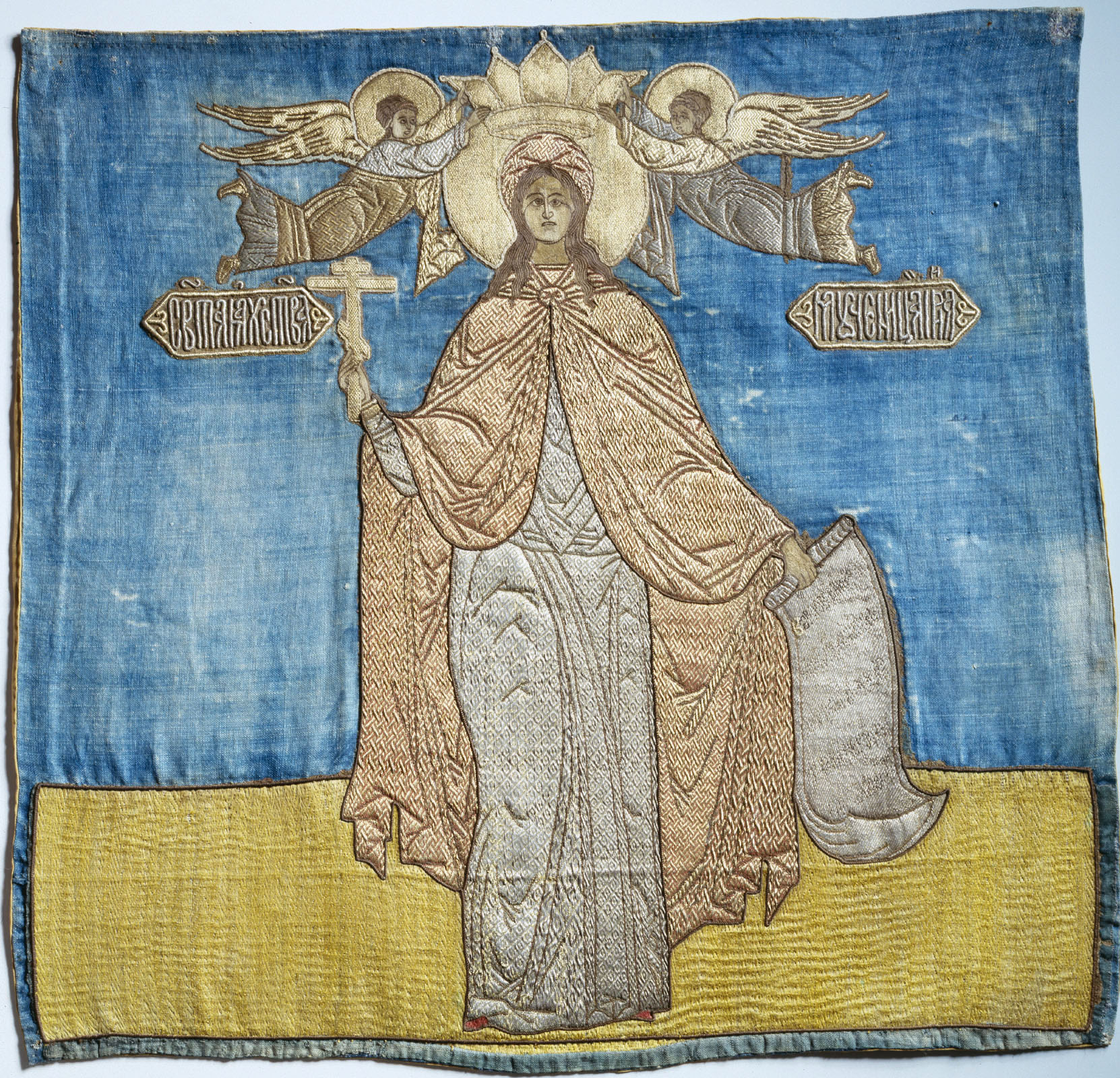
聖修道女としてのイリナ・ゴドゥノヴァの刺繍

1580年、当時政界に進出していた兄ボリス・ゴドゥノフによって、ツァーリ・イヴァン4世の息子フョードルに嫁いだ。
のち、1584年にイヴァン4世が死ぬと、フョードルがツァーリとなり、彼女はその皇妃（ツァリーツァ）となった。
だが、イリナはフョードルとの間には男子に恵まれず、彼らの一人娘フェオドーシヤも2歳で亡くなった。
その結果、1598年にフョードルが死ぬと、その摂政であった兄のボリスが帝位を継ぐこととなった。
夫の死後、イリナは一時的に在位した。イリナはノヴォデヴィチ女子修道院で修道女となり宮廷から退き、1603年にその生涯を終えた。